# خنازير (اقتصاد)

PIGS: البرتغال، إيطاليا، اليونان، إسبانيا
PIIGS: البرتغال، إيطاليا، إيرلندا، اليونان، إسبانيا
PIIGGS: البرتغال، إيطاليا، إيرلندا، اليونان، بريطانيا، إسبانيا

خنازير  مصطلح اقتصادي استخدم من قبل محللي السندات الدوليين والأكاديميين والصحافة الاقتصاديّة الدوليّة للإشارة إلى الاقتصاديات البرتغال وإيطاليا واليونان وإسبانيا المدينة، هذا المصطلح " PIGS" والتي تعني باللغة الإنجليزيّة الخنازير تشّكل بجمع أوائل حروف كلمات كل بلد، بعض وسائل الإعلام كهيئة الإذاعة البريطانية منعت استخدام هذا المصطلح لاعتباره مصطلحاً مسيئاً ويتضمن تلميحات عنصريّة.

## تاريخ المصطلح

### التأثير الاجتماعي والسياسي
اعتبر هذا التعبير انتقاصيّاً ومسيئاً حتى وزير الماليّة البرتغالي وصفه بالتعبير «العنصري» والصحافة البرتغاليّة والإسبانيّة اعتبرت أن الهدف من نشر المصطلح هو صرف أنظار العالم عن الأزمة الماليّة والحالة الاقتصاديّة الهشّة للولايات المتحدّة الأمريكيّة والمملكة المتحدة، صحيفة فاينانشال تايمز ومصرف الاستثمار الدولي باركليز كابيتال منعا استخدام هذا التعبير.

### ظهور التعبير
ظهر هذا التعبير بالتزامن مع الأزمة المالية 2007 - 2010، بداية استخدم التعبير (PIGS) (يلفظ: پيگز) للإشارة إلى الأزمات التي تعاني منها اليونان وإيطاليا وإسبانيا والبرتغال، ولاحقاً تمت إضافة "I" أخرى للدلالة على أيرلندة التي عانت من أزمة مالية خانقة.
البعض أضاف حرف "G" آخر "PIIGGS " للدلالة على بريطانيا العظمى أثناء إعدادها لحزمة الإنقاذ المصرفيّة البريطانية عام 2009، بعض وسائل الإعلام في المملكة المتحدة استخدمت التعبير "RUPIIGS" (يلفظ: روپگز) حيث يرمز الحرف "R" لرومانيا والحرف "U" للمملكة المتحدّة، أمّا التعبير "PIIIGGS" (يلفظ: پييگز) يشير حرف "I" الثالث لأيسلندة.

## الكفاءات الاقتصاديّة
- أيرلندا: كانت تعاني من فقاعة اقتصادية بسبب معدّلات الدخول المرتفعة وفقاعة أسواق الأسهم وقطاع السياحة المنهار، كما عجّل الفساد في القطاع المصرفي من الانهيار بالإضافة لتأثير الدائرة الذهبية.
- إيطاليا: دفع معدّلات عالية من الأجور وعجز في الموازنة وفساد في بعض القطاعات (كمعالجة القمامة نابولي) والمشاكل التي واجهت الخطوط الجويّة الإيطاليّة.
- إسبانيا: الأجور العالية والإنفاق على الواردات الرخيصة بدلاً من التركيز على قاعدتها الصناعيّة بالإضافة لفقاعة المنازل السكنيّة ومخاطر الإفلاس.
- البرتغال: الأجور العالية وعجز في الموازنة وعدم مرونة أو قدرة نظامها وسياساتها الماليّة على إنعاش اقتصادها الفاشل وعزوف المستثمرين عن الاستثمار في البرتغال وتوجههم لمناطق أخرى كسلوفينيا والصين وكمبوديا.
- اليونان: اعتمادها الكبير على القروض والسندات بعد حالة الركود الجويّة التي تلت أحداث الحادي عشر من أيلول، بالإضافة لمعظم الأسباب المذكورة أعلاه.